# Alva (Florida)
Alva ist ein census-designated place (CDP) im Lee County im US-Bundesstaat Florida. Das U.S. Census Bureau hat bei der Volkszählung 2020 eine Einwohnerzahl von 2.725 ermittelt.

## Geographie
Alva liegt im Süden Floridas und etwa 20 km östlich von Fort Myers am Caloosahatchee River. Tampa liegt 210 km und Miami 220 km entfernt.

### Klima
Das Klima ist mild und warm, leicht mit einem leichten Wind. Statistisch regnet es in den Sommermonaten an durchschnittlich 45 % der Tage, wenn auch nur kurzfristig. Die höchsten Temperaturen sind im Mai bis Oktober, mit bis zu 33 °C. Die kältesten Monate von Dezember bis Februar mit durchschnittlich nur 17 °C. Schneefall ist in der Region nahezu unbekannt.

## Religionen
In Alva gibt es derzeit 2 verschiedene Kirchen. Die "Alva Church of God" und die Methodistenkirche (Stand: 2004).

## Demographische Daten
Laut der Volkszählung 2010 verteilten sich die damaligen 2596 Einwohner auf 1257 Haushalte. Die Bevölkerungsdichte lag bei 55,8 Einw./km². 97,5 % der Bevölkerung bezeichneten sich als Weiße, 0,3 % als Afroamerikaner, 0,3 % als Indianer und 0,5 % als Asian Americans. 0,8 % gaben die Angehörigkeit zu einer anderen Ethnie und 0,6 % zu mehreren Ethnien an. 3,7 % der Bevölkerung bestand aus Hispanics oder Latinos.
Im Jahr 2010 lebten in 26,2 % aller Haushalte Kinder unter 18 Jahren sowie 42,7 % aller Haushalte Personen mit mindestens 65 Jahren. 74,3 % der Haushalte waren Familienhaushalte (bestehend aus verheirateten Paaren mit oder ohne Nachkommen bzw. einem Elternteil mit Nachkomme). Die durchschnittliche Größe eines Haushalts lag bei 2,49 Personen und die durchschnittliche Familiengröße bei 2,82 Personen.
20,9 % der Bevölkerung waren jünger als 20 Jahre, 14,2 % waren 20 bis 39 Jahre alt, 31,4 % waren 40 bis 59 Jahre alt und 33,5 % waren mindestens 60 Jahre alt. Das mittlere Alter betrug 50 Jahre. 49,3 % der Bevölkerung waren männlich und 50,7 % weiblich.
Das durchschnittliche Jahreseinkommen lag bei 66.127 $, dabei lebten 4,9 % der Bevölkerung unter der Armutsgrenze.
Im Jahr 2000 war Englisch die Muttersprache von 96,32 % der Bevölkerung und spanisch sprachen 3,68 %.

## Sehenswürdigkeiten
Am 10. Juni 1999 wurden die Alva Consolidated Schools in das National Register of Historic Places eingetragen.

## Wirtschaft und Infrastruktur
Die hauptsächlichen Beschäftigungszweige sind: Ausbildung, Gesundheit und Soziales: (15,9 %), Zukunftstechnologien, Management, Verwaltung: (11,8 %), Baugewerbe: (20,4 %).

### Verkehr
Durch Alva führen die Florida State Roads 78 und 80. Alva ist mit internationalen Flügen über den 23 km entfernt liegenden Southwest Florida International Airport bei Fort Myers zu erreichen.

### Schulen
- Alva Elementary School, ca. 650 Schüler
- Alva Middle School, ca. 400 Schüler

### Kliniken
Alva selbst hat kein Krankenhaus. Wer größere medizinische Hilfe benötigt, muss in eine der Kliniken im Umland gehen, z. B.: das "Lehigh Medical Center" in Lehigh Acres, etwa 15 km entfernt, das "Southwest Florida Regional Medical Center" in Fort Myers, etwa 28 km entfernt oder das "Lee Memorial Hospital" in Fort Myers.